# Araucnephia montana
Araucnephia montana är en tvåvingeart som först beskrevs av Philippi 1865.  Araucnephia montana ingår i släktet Araucnephia och familjen knott. Inga underarter finns listade i Catalogue of Life.